# Második koalíciós háború
A második koalíciós háborúban egy több államból álló koalíció támadta meg a Francia Köztársaságot, 1799-ben. A háború 1802-ben – az első koalíciós háborúhoz hasonlóan – francia győzelemmel ért véget.

## Előzményei
1797-ben a franciák győzelmével végződött az első koalíciós háború. A vesztes koalíció azonban 1798 végére újjáalakult az Egyesült Királyság, az Orosz Birodalom, a Habsburg Birodalom, az Oszmán Birodalom, a Nápolyi Királyság és Portugália részvételével.

## Lefolyása

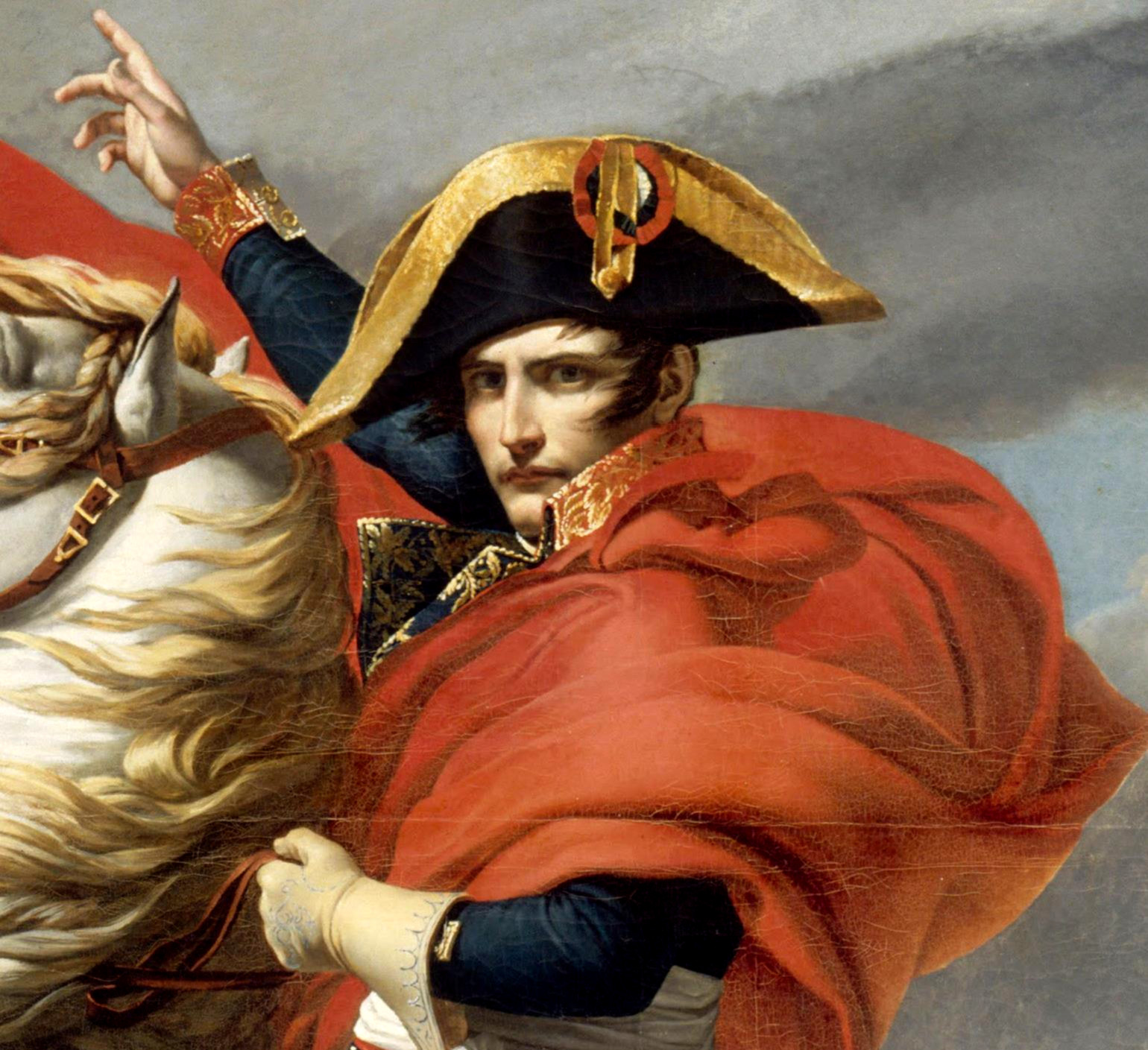
Bonaparte Napóleon

A hadműveleteket 1799-ben indították meg a szövetségesek a franciák ellen. Miután Károly főherceg a rajnai frontszakaszon 1799. márciusban az ostrachi, majd a stockachi csatában vereséget mért Jean-Baptiste Jourdan hadseregére, a küzdelem súlypontja Itália területére helyeződött át. Itt az Alekszandr Szuvorov tábornagy vezette orosz csapatok az osztrákokkal együttműködve az addai csatában vereséget mértek Jean Victor Moreau hadseregére (1799. június 26.–28.), majd a Trebbia mentén vívott ütközetben (1799. június 17.–19.) szétverték a Nápolyból felvonuló francia csapatokat. Milánó is Szuvorov kezére került, majd az orosz–osztrák csapatok 1799. augusztus 15-én a Novinál vereséget mértek az utolsó, még Appennini-félsziget földjén harcoló francia hadseregre is, melynek parancsnokságát a csata kezdetén elesett elődjétől Moreau vette át. A Szuvorov győzelmeire féltékeny osztrák hadvezetés ekkor az orosz csapatokat teljesen értelmetlenül Svájcba irányította át.
Az első zürichi csatában a franciák vereséget szenvedtek Károly főhercegtől, de a második zürichi csatában az oroszok alulmaradtak az André Masséna vezette francia hadsereggel szemben. Szuvorov ismét átverekedte magát az Alpokon a délnémet területekig, ahonnan a felháborodott I. Pál orosz cár hazarendelte.
Az Egyiptomból visszatért Napoléon Bonaparte tábornok – bár a Genovában körülzárt Masséna 1800. június 4-én letette a fegyvert – a marengói csatában (1800. június 14.) döntő vereséget mért az osztrákokra. Az osztrák csapatok a németországi fronton is nehéz helyzetbe kerültek. A Bajorországban előretörő Moreau tábornok júliusban elfoglalta Münchent, majd 1800. december 3-án a hohenlindeni csatában legyőzte a János főherceg vezette osztrák hadsereget.

## Következményei
A sorozatos vereségek hatására a Habsburg Birodalom 1801. február 9-én aláírta a lunéville-i békeszerződést, példáját követte a Nápolyi Királyság és Oroszország is. Az 1802. március 25-én aláírt amiens-i békeszerződés az Egyesült Királysággal is békét eredményezett egy rövid időszakra.

## Lásd még
- Francia forradalom
- NAGY KÉPES VILÁGTÖRTÉNET X. kötet, A forradalom és Napoleon kora